# 下贝拉省

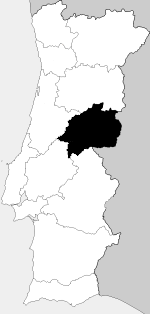
黑色圖塊為上貝拉

下貝拉（葡萄牙語：Beira Baixa，葡萄牙語發音：[ˈbɐjɾɐ ˈbajʃɐ]）是葡萄牙歷史上的一个省份，今屬中部大區的一部分。